# Marija Kon
Marija Kon, geborene Bergmann (* 15. Januar 1894 in Hadžići bei Sarajevo; † 9. August 1987 in Sarajevo) war eine jugoslawische Germanistin.

## Leben
Marija Kon, die zweisprachig deutsch und serbokroatisch aufgewachsen war, studierte ab 1912 an der Universität Wien Germanistik und Slawistik. Dort promovierte sie 1916 mit einer Arbeit über Die deutschen Gedichte des Petar Preradović; damit war sie die erste promovierte Frau aus Bosnien-Herzegowina. Danach war sie als Lehrerin für deutsch und serbokroatisch an Gymnasien in Mostar, Cetinje und Sarajevo tätig, bis sie 1941 in ein italienisches Internierungslager verschleppt wurde. Nach ihrer Befreiung 1943 wurde sie Schulleiterin des Gymnasiums von Glina. Sie war Mitglied der Kommunistischen Partei Jugoslawiens.
1950 war sie Mitbegründerin des Germanistischen Seminars der Universität Sarajevo; dort war sie Dozentin, ab 1957 außerordentliche Professorin für Deutsche Literatur.
Sie übersetzte einige Bücher aus dem Deutschen ins Serbokroatische, unter anderem:
- Hans Jakob Christoffel von Grimmelshausen: Der abenteuerliche Simplicissimus
- Heinrich von Kleist: Die Marquise von O....
- Thomas Mann: Tonio Kröger und Mario und der Zauberer, veröffentlicht als Izbor (Auswahl)
- Georg Lukács: Goethe und seine Zeit
- Anna Seghers: Die Toten bleiben jung